# Eneko Arista
Pour les articles homonymes, voir Arista.
Eneko Arista, en basque Eneko Aritza, en espagnol Iñigo Arista, né vers 771 et mort en 851, est un noble vascon, fondateur du royaume de Pampelune (futur royaume de Navarre), sur lequel il règne de 824 à 851.

## Biographie

### Origines familiales
Eneko Arista est le fils d'Íñigo Jiménez Arista[réf. nécessaire], mort vers 781, et de son épouse, appelée en basque Onneca (Oneka), c'est-à-dire Iñiga (ou peut-être Leodegundia des Asturies)[réf. nécessaire].
Selon la Chanson de Roland, il aurait été présent aux côtés de son père à Roncevaux en 778, lors de la victoire des Vascons sur l'arrière-garde de l'armée de Charlemagne.[réf. nécessaire].
À la mort de son père, il hérite de territoires[pas clair] qui s'étendent de Pampelune jusqu'aux hautes vallées des Pyrénées, de la rivière Irati (Navarre) au val d'Hecho (aujourd'hui en Aragon). 
Veuve, sa mère se remarie avec un membre de la famille des Banu Qasi, Musa ibn Fortún, maître de Tudela et de la haute vallée de l'Èbre,. Cette famille est issue du comte Cassius, noble du royaume wisigoth converti à l'islam peu après l'arrivée des musulmans en Espagne dans les années 710.

### Origines du royaume de Pampelune

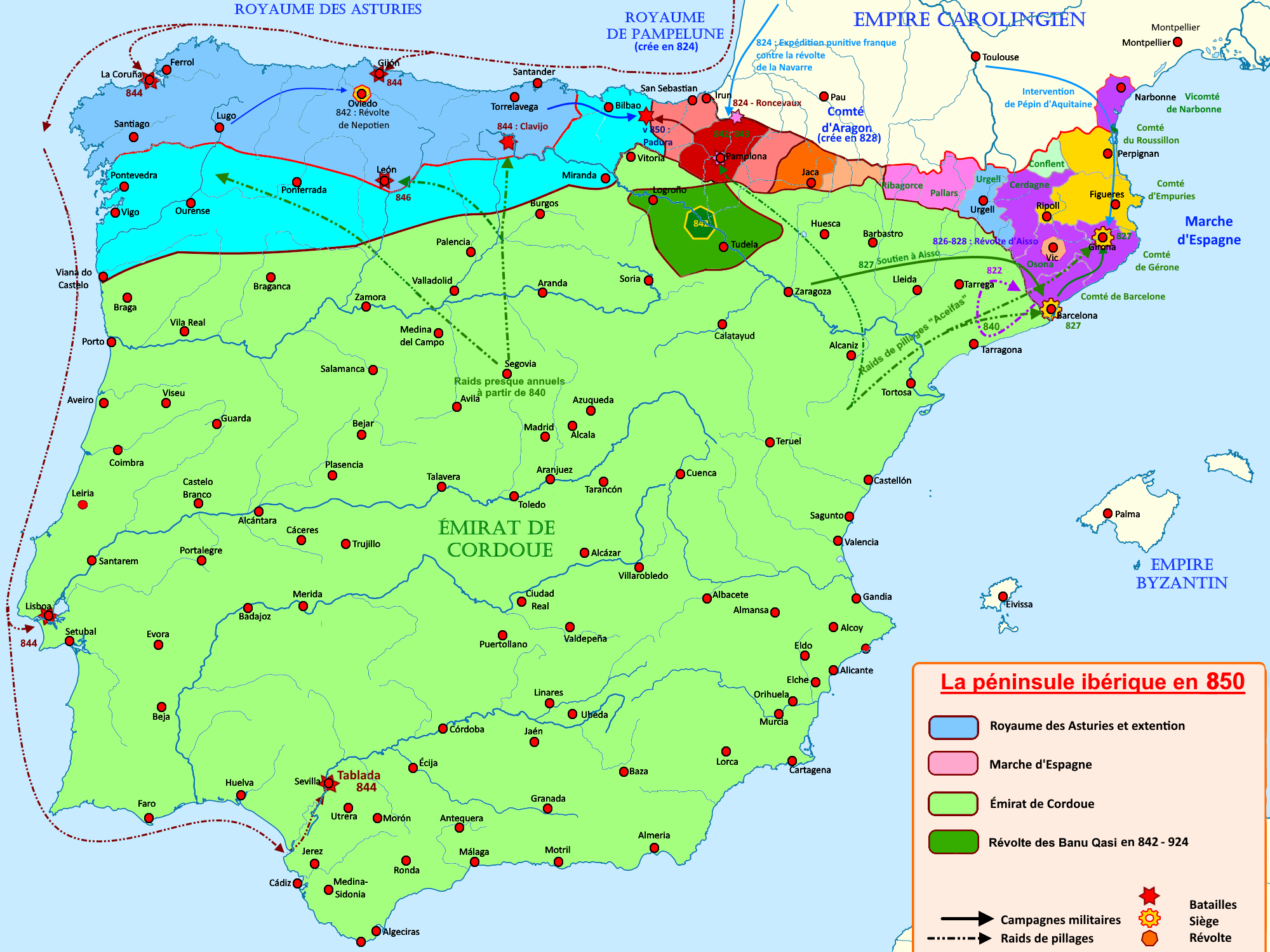
Le royaume de Pampelune de 824 à 850.

L'avènement du premier roi de Pampelune ne s'est pas fait sans heurts, tant sur le plan intérieur, en raison de l'opposition d'une partie de la population chrétienne (minoritaire) à l'alliance avec les musulmans, qu'extérieur, la Navarre étant menacée d'un côté par l'émirat de Cordoue (en 781, 'Abd al-Rahmān Ier s'était emparé de Pampelune) et de l'autre par l'Empire carolingien, avec les interventions de Charlemagne d'abord, puis de son fils Louis le Pieux. Le royaume de Pampelune est donc né d'une alliance entre les musulmans et les chrétiens qui ont désobéi à l'autorité religieuse pour défendre leur indépendance.[réf. nécessaire]

### Fondation du royaume (824)
En 824, les Vascons d'Eneko Arista écrasent une seconde fois l'armée franque commandée par les comtes « Eble » et « Asinaire » lors de la troisième bataille de Roncevaux, alors qu'elle retournait au nord de la Loire après avoir pacifié Pampelune. Eble est envoyé captif à Cordoue mais Asinaire que les Vascons « considéraient comme du même sang qu'eux » reçoit la permission de retourner chez lui. 
Après cette victoire, Eneko Arista est couronné roi de Pampelune.

### Dernières années difficiles (842-851)
En 842, après la bataille de Balma, Pampelune est prise par l'émir Abd al-Rahman II. 
L'année suivante en 843, l'émir lance une seconde offensive contre Pampelune et Eneko Arista est de nouveau défait et son frère Fortun Íñiguez est tué. 
En 845, atteint de paralysie peut-être à la suite de blessures reçus au cours des batailles des années précédentes, il laisse la régence du royaume à son fils Garcia. Ce dernier doit faire face à une nouvelle expédition de l'émir de Cordoue contre Pampelune et Tudela en 850 avant de succéder à son père qui meurt en 851 ou en 852.

## Mariage et descendance
Il épouse Onneca ou Tota, peut-être une fille d'Aznar Ier Galíndez, comte d'Aragon et de son épouse, qui pourrait elle-même être une fille du duc Loup II de Vasconie et une sœur de la dame Onneca ou Iñiga, mère d'Eneko Aritza. De cette union naquirent :
- García Ier Íñiguez de Navarre ;
- Galindo Íñiguez de Navarre († 851) ;
- Assona Íñiguez de Navarre, elle épousa son oncle Musa ibn Musa († 862) ;
- une fille, seconde épouse de García Galíndez le Mauvais, comte d'Aragon.